# Plessur-Alperne
Plessur-Alperne er en bjergkæde i Alperne i det østlige Schweiz . De betragtes som en del af de vestlige rhaetiske alper . De er opkaldt efter floden Plessur, der kommer fra midten af bjergkæden. Plessur-Alperne er adskilt fra Glarner Alperne i vest af Rhindalen; fra Rätikon-området i nord ved Landquart -floddalen ( Prättigau ); fra Albula-alperne i den sydøstlige del af Landwasser-floddalen; fra Oberhalbstein Alperne i syd ved Albula-floddalen.
Plessur-alperne afvandes af floderne Rhinen, Plessur, Landwasser og Landquart. Skisportsstedet Arosa ligger midt i området.
Blandt toppene i Plessur-alperne er Aroser Rothorn (2.985 moh. ) og Stätzer Horn (2.576 moh.).
Et bjergpas i Plessur-Alperne er Strela-passet, fra Davos til Langwies, højde i en højde af 2.377 moh.)

## Toppe
Hovedtoppene i Plessur-Alperne er:
| Navn           | Højde      |
| -------------- | ---------- |
| Aroser Rothorn | 2.985 moh. |
| Sandhubel      | 2.764 moh. |
| Valbellahorn   | 2.764 moh. |
| Guggernell     | 2.744 moh. |
| Älpliseehorn   | 2725 moh.  |
| Schiahorn      | 2.709 moh. |
| Strela         | 2.636 moh. |
| Stelli         | 2.622 moh. |
| Stätzer Horn   | 2.576 moh. |
| Fulhorn        | 2.529 moh. |
| Mattjisch Horn | 2.461 moh. |
| Gürgaletsch    | 2.441 moh. |
| Cunggel        | 2.413 moh. |
| Ful Berg       | 2.395 moh. |
| Glattwang      | 2.376 moh. |

## Galleri
- Sø nær Arosa
- Obersee
- Lenzerheide- dalen
- Lenzer Horn
- Parpaner Rothorn (til højre)
- Toppen af Lenzer Horn